# Wildenroth (Burgkunstadt)
Wildenroth ist ein Dorf mit 42 Einwohnern und gehört als Ortsteil zur oberfränkischen Stadt Burgkunstadt.

## Geographische Lage
Wildenroth befindet sich auf 340 bis 357 m ü. NHN, in einem kleinen Kerbtal, gebildet durch den Wildenrother Mühlbach, am Westrand des Gärtenroth-Veitlahmer Hügelland. Die anstehenden Hanglagen bestehen aus Rhätsandstein und Gesteinsschichten des Lias-Alpha. Die nächsten Ortschaften sind Hainzendorf und Gärtenroth. Der Ortskern von Burgkunstadt befindet sich rund 5,5 km südwestlich. Am östlichen Ortsrand von Wildenroth befindet sich das Naturdenkmal Hans-Ulrich-Felsen.

## Geschichte
Die Gründung des Ortes dürfte mit der Errichtung einer Wehranlage in dem kleinen Kerbtal, dem späteren Schloss Wildenroth, im Jahr 1249 einhergehen, oder nur wenig später stattgefunden haben. Erstmals erwähnt wurde explizit das Dorf Wildenroth (und nicht die Wehranlage) am 8. April 1436 in einem Lehensauftrag von Heinz von Redwitz an Markgraf Friedrich I. zu Brandenburg-Bayreuth.
Am 1. Januar 1977 wurde Wildenroth im Zuge der Gemeindegebietsreform in Bayern als Teil der Gemeinde Gärtenroth zusammen mit deren weiteren Ortsteilen Flurholz, Lopphof und Eben in die Stadt Burgkunstadt eingegliedert.
Im April und Mai 2015 wurde das Regenrückhaltebecken im nördlichen Teil des Dorfes saniert. Es dient dem Hochwasserschutz des Dorfes bei starkem Anschwellen des Wildenrother Mühlbachs.

### Einwohnerentwicklung
Die Einwohnerentwicklung von Wildenroth anhand einzelner Daten, maßgeblich aus dem 21. Jahrhundert:
| - 1827: 53 Einwohner - 1867: 40 Einwohner - 2001: 42 Einwohner - 2002: 43 Einwohner - 2003: 45 Einwohner - 2004: 42 Einwohner - 2005: 38 Einwohner - 2006: 39 Einwohner | - 2007: 41 Einwohner - 2008: 36 Einwohner - 2009: 40 Einwohner - 2010: 35 Einwohner - 2011: 35 Einwohner - 2012: 40 Einwohner - 2013: 42 Einwohner |